# دیزج مرتضی‌خان
دیزج مرتضی‌خان، روستایی است از توابع بخش مرکزی شهرستان خوی استان آذربایجان غربی ایران.

## جمعیت
این روستا در دهستان قره‌سو قرار داشته و بر اساس سرشماری سال ۱۳۸۵ جمعیت آن ۷۸۵ نفر (۱۶۷ خانوار)
بوده‌است.